# Egbert Möcklinghoff

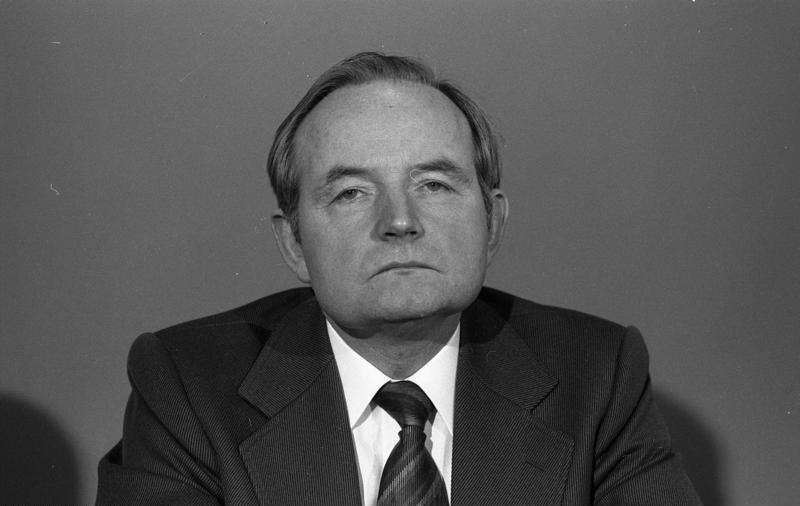
Egbert Möcklinghoff (1979)

Egbert Möcklinghoff (* 17. Juli 1924 in Münster; † 18. September 2017) war ein deutscher Jurist, Verwaltungsbeamter und Politiker (CDU).

## Leben
Egbert Möcklinghoff wurde in Westfalen geboren und war der Sohn des Zahnarztes Anton Möcklinghoff und dessen Frau Elisabeth Möcklinghoff. Nach dem Abitur 1942 am Gymnasium in Münster studierte er, mit Unterbrechung wegen der Teilnahme am Zweiten Weltkrieg, Rechts- und Staatswissenschaften an der dortigen Westfälischen Wilhelms-Universität. Er war katholisch und trat während seines Studiums 1946 der katholischen Studentenverbindung VKDSt Saxonia Münster im CV bei. Er bestand 1948 das erste und 1951 das zweite juristische Staatsexamen und trat anschließend als Assessor in ein Münsteraner Anwaltsbüro ein.
Möcklinghoff wurde im Jahr 1952 zum Dr. jur. promoviert, war von 1952 bis 1954 als Referent im Arbeits- und Sozialministerium des Landes Nordrhein-Westfalen tätig und wurde 1953 zum Regierungsrat ernannt. Von 1954 bis 1956 arbeitete er als Rechtsrat bei der Stadt Münster. Weiterhin war er Mitglied des Haupt- und Verfassungsausschusses der Kommunalpolitischen Vereinigung Nordrhein-Westfalen in Recklinghausen sowie des Vorstandes des Landkreistages Nordrhein-Westfalen in Düsseldorf.
Er war seit 1958 ehrenamtlich für das Deutsche Rote Kreuz tätig. Im selben Jahr heirateten er und Heidi Collin. Aus der Ehe gingen die Söhne Christoph und Matthias hervor. 1978 gab er die Schrift Bürger und Behörde heraus. Er war von 1978 bis 1995 gewählter Präsident des DRK-Landesverbandes Westfalen-Lippe und hatte dort zahlreiche Ehrenämter inne, wie den Vorsitz bei der DRK-Schwesternschaft Westfalen sowie den Vorsitz des Aufsichtsrates der DRK-Blutspendedienste in NRW und den Vorsitz des Ausschusses Blutspendewesen.
Möcklinghoff engagierte sich für zahlreiche Sozialprojekte im Heiligen Land. Im Jahr 1967 wurde er von Kardinal-Großmeister Eugène Kardinal Tisserant zum Ritter des Ritterordens vom Heiligen Grab zu Jerusalem ernannt und am 29. April 1967 in Münster durch den Kardinal Lorenz Jaeger, Großprior der deutschen Statthalterei, in den Päpstlichen Laienorden investiert. Er war Mitglied im Deutschen Verein vom Heiligen Lande und lebte in Lüdinghausen.

## Politik

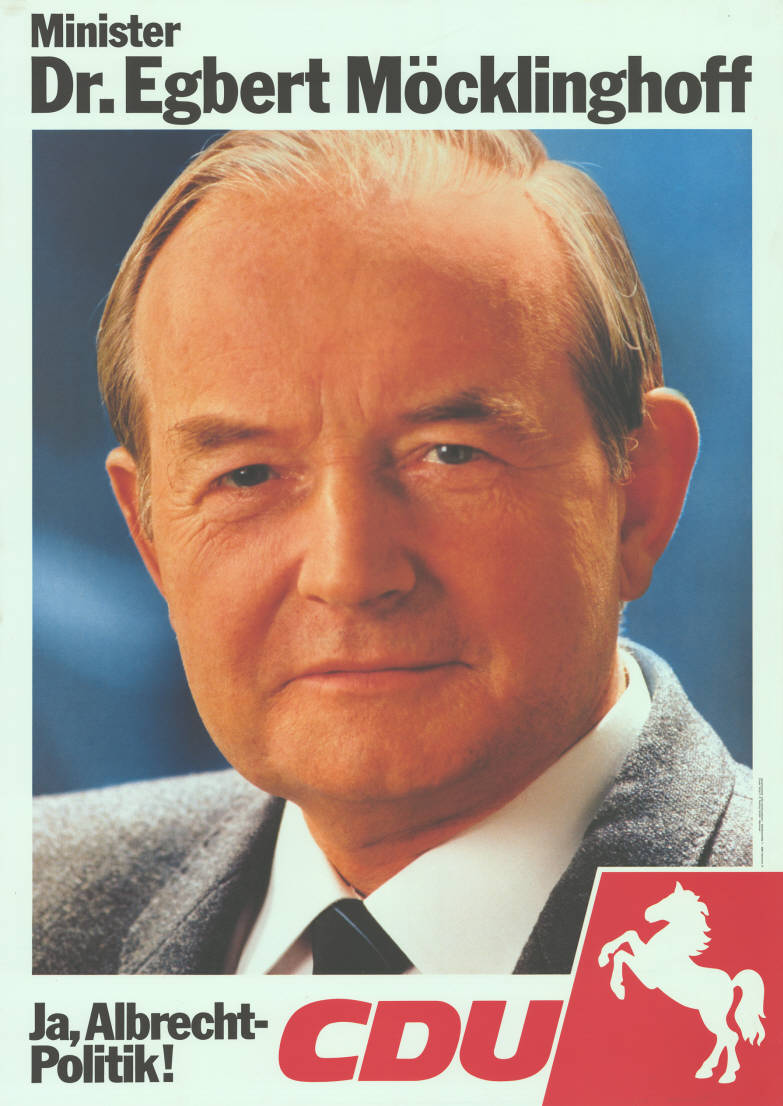
Kandidatenplakat zur Landtagswahl in Niedersachsen 1986

Möcklinghoff war von 1956 bis 1959 Beigeordneter der Stadt Münster und leitete das dortige Sozial- und Wirtschaftsdezernat. Er war CDU-Mitglied, von 1959 bis 1973 Oberkreisdirektor des Landkreises (ab 1969 Kreises) Lüdinghausen und amtierte vom 1. März 1973 bis zum 27. Juni 1978 als Regierungspräsident in Münster. Von 1961 bis 1964 war er Mitglied der Landschaftsversammlung Westfalen-Lippe. 1966 wurde er in den Nordrhein-Westfälischen Landtag gewählt, dem er bis zu seiner Mandatsniederlegung am 13. März 1973 angehörte.
Nach der niedersächsischen Landtagswahl 1978 wurde Möcklinghoff am 28. Juni 1978 als niedersächsischer Innenminister in die von Ministerpräsident Ernst Albrecht geführte Landesregierung berufen. Vom 22. Juni bis zum 22. September 1982 übernahm er zusätzlich die kommissarische Leitung des Kultusministeriums. In Möcklinghoffs Amtszeit als Innenminister fielen u. a. die ersten Auseinandersetzungen mit der Anti-Atomkraft-Bewegung um das Erkundungsbergwerk Gorleben sowie das vermeintliche Sprengstoffattentat an der Justizvollzugsanstalt Celle, dessen wahre Hintergründe erst 1986 öffentlich bekannt wurden. Am 9. Juli 1986 schied er aus der Landesregierung aus.
Vom 24. Juli 1966 bis 28. Februar 1973 Mitglied des Landtages Nordrhein-Westfalen. Von 1982 bis 1986 war Möcklinghoff für den Wahlkreis Hameln Mitglied des Niedersächsischen Landtages.

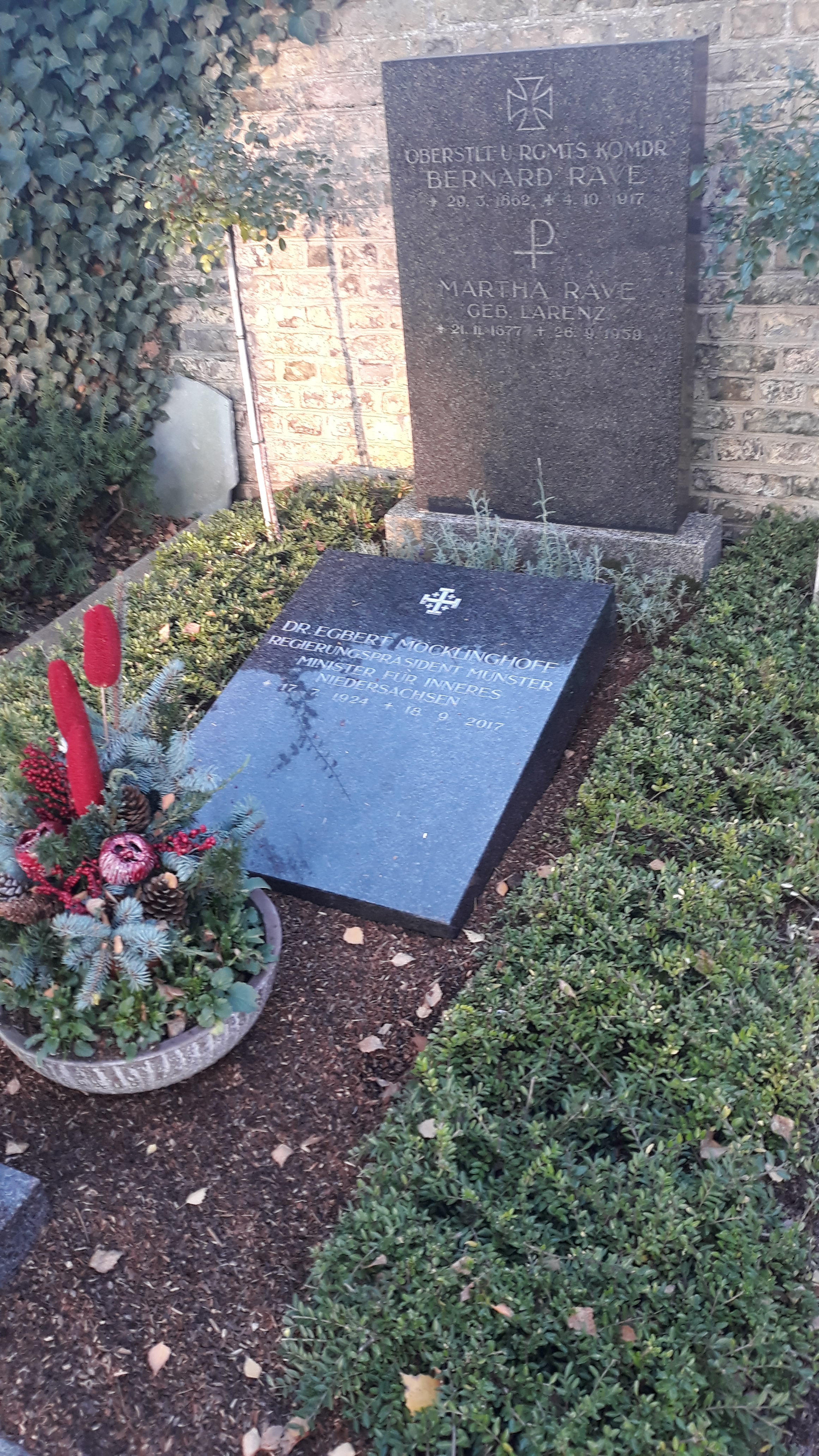
Das Grab von Egbert Möcklinghoff auf dem Zentralfriedhof Münster.

## Ehrungen und Auszeichnungen
- DRK-Ehrenzeichen
- 1967: Ritterorden vom Heiligen Grab zu Jerusalem
- 1981: Großes Bundesverdienstkreuz mit Stern des Verdienstordens der Bundesrepublik Deutschland
- 1985: Großes Bundesverdienstkreuz mit Stern des Verdienstordens der Bundesrepublik Deutschland
- 1996: Verdienstorden des Landes Nordrhein-Westfalen[5]